# Akaitcho Lake
Akaitcho Lake är en sjö i Kanada.   Den ligger i territoriet Northwest Territories, i den centrala delen av landet, 3 300 km nordväst om huvudstaden Ottawa. Akaitcho Lake ligger 380 meter över havet.
Omgivningarna runt Akaitcho Lake är i huvudsak ett öppet busklandskap. Trakten runt Akaitcho Lake är nära nog obefolkad, med mindre än två invånare per kvadratkilometer.